# Vicco (Kentucky)
Vicco es una ciudad ubicada en el condado de Knott en el estado estadounidense de Kentucky. En el Censo de 2010 tenía una población de 334 habitantes y una densidad poblacional de 151,89 personas por km².

## Geografía
Vicco se encuentra ubicada en las coordenadas 37°12′58″N 83°3′39″O / 37.21611, -83.06083. Según la Oficina del Censo de los Estados Unidos, Vicco tiene una superficie total de 2.2 km², de la cual 2.17 km² corresponden a tierra firme y (1.3%) 0.03 km² es agua.

## Demografía
Según el censo de 2010, había 334 personas residiendo en Vicco. La densidad de población era de 151,89 hab./km². De los 334 habitantes, Vicco estaba compuesto por el 97.6% blancos, el 0.3% eran afroamericanos, el 0% eran amerindios, el 0.9% eran asiáticos, el 0% eran isleños del Pacífico, el 0.3% eran de otras razas y el 0.9% pertenecían a dos o más razas. Del total de la población el 0.6% eran hispanos o latinos de cualquier raza.